# Thiomargarita namibiensis
Thiomargarita namibiensis neboli Sírová perla Namibie je gramnegativní proteobakterie, která se vyskytuje na sedimentech kontinentálního šelfu. Do r. 2022 byla považována za největší bakterii (a zároveň největší prokaryotní organismus), která kdy byla objevena (než ji překonala řádově větší příbuzná Thiomargarita magnifica, velká až 2 cm!). Může totiž dorůstat délky až 750 μm (0,75 mm), takže je viditelná pouhým okem.

## Charakteristika
Tato bakterie je chemolitotrofní, používá dusičnany jako konečné příjemce elektronů v elektronovém transportním řetězci při dýchání. Protože tato bakterie je nepohyblivá a množství dusičnanů je v prostředí proměnlivé, skladuje dusičnany v obrovské vakuole, která tvoří 80 % velikosti bakterie.
V nepříznivých podmínkách Thiomargarita podstupuje jakési redukční dělení, při němž se zvyšuje počet buněk, ale celkový objem se nezvyšuje. Jednotlivé buňky jsou díky tomu opět velmi malé. Tato adaptace umožňuje lepší šíření v nepříznivém období.
Thiomargaritu objevila skupina kolem Heide N. Schulz v roce 1999 na pobřeží Namibie. V roce 2005 byl nalezen příbuzný kmen v Mexickém zálivu, což naznačuje, že je Thiomargarita mnohem rozšířenější, než se čekalo.
Další velkou bakterií je Epulopiscium fishelsoni, která dosahuje velikosti až 0,5 mm.